# Етруська релігія

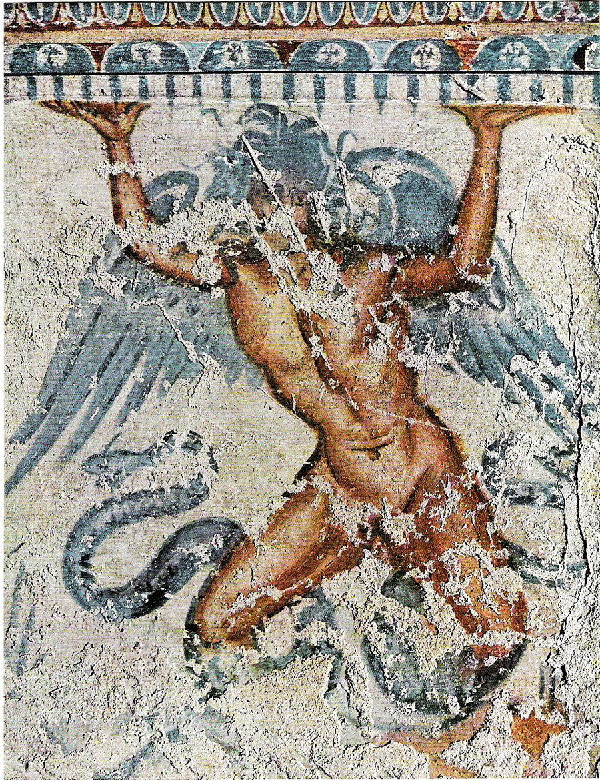
Етруська фреска Тіфона з Тарквінії

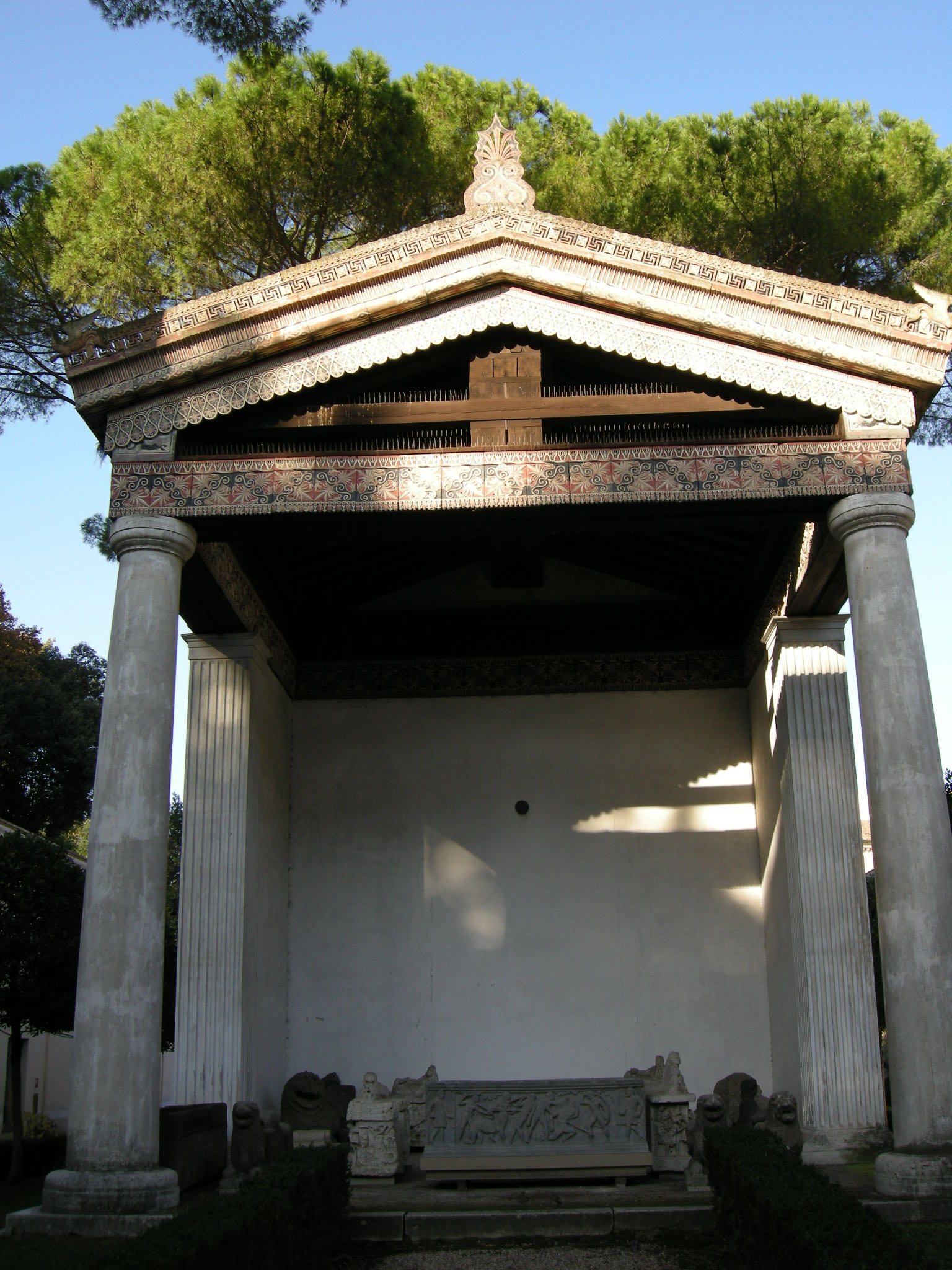
Реконструкція етруського храму, Museo di Villa Giulia, Рим, на який сильно вплинули дослідження храму Аполлона в Портоначчо (Вейо)

Етруська релігія включає в себе набір історій, вірувань і релігійних практик етруської цивілізації, які перебувають під значним впливом міфології Стародавньої Греції та мають схожість з римською міфологією та релігією . Оскільки етруська цивілізація поступово асимілювалася з Римською республікою з 4 століття до нашої ери, етруська релігія та міфологія були частково включені в давню римську культуру, слідуючи тенденції римлян поглинати деяких місцевих богів і звичаїв завойованих земель. Перші свідчення етруської релігії можна простежити до культури Вілланова . 

## Історія

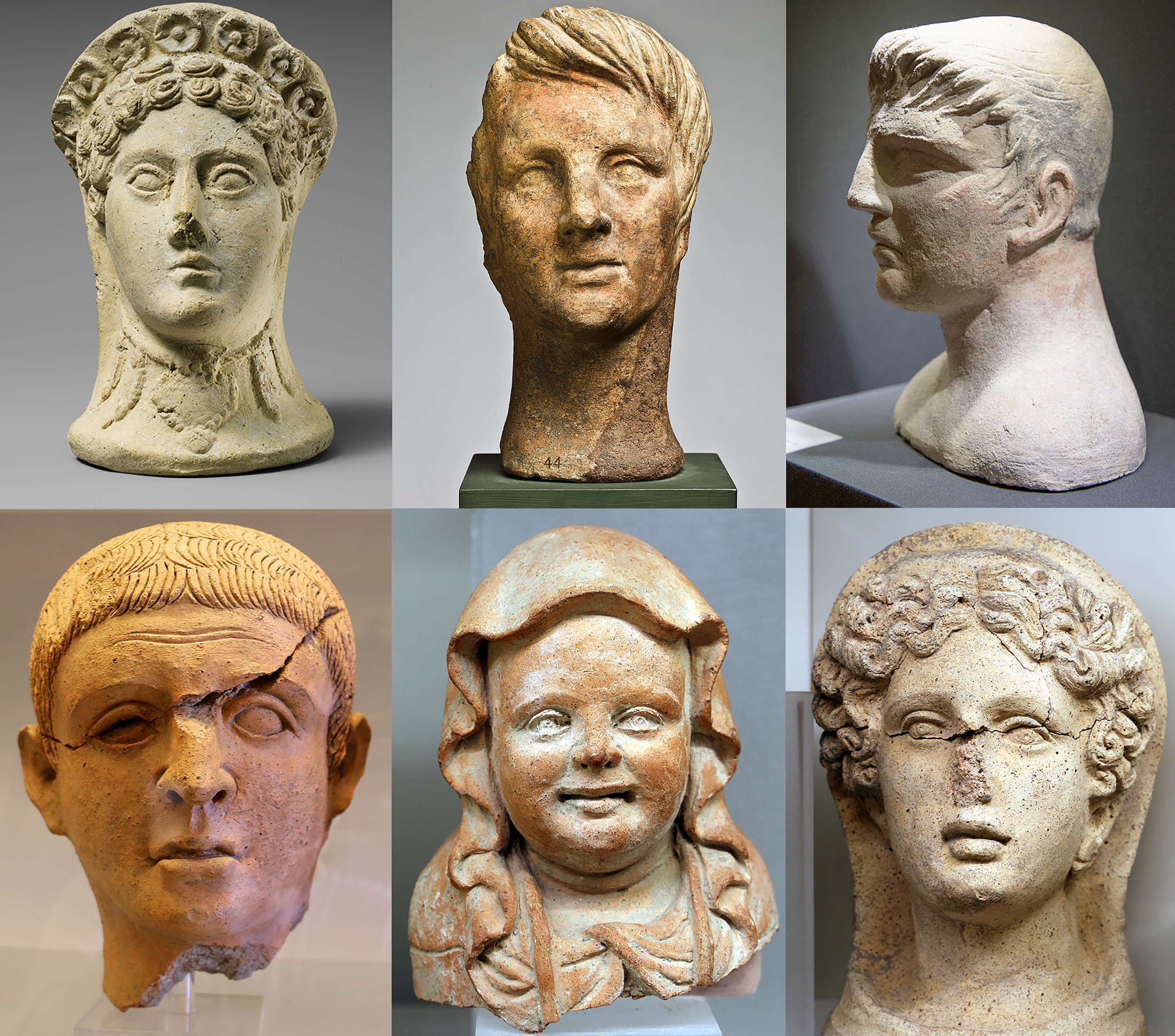
Етруські вотивні голови IV-II століття до нашої ери знайдені в різних святилищах Етрурії

### Грецький вплив
Грецькі торговці привезли з собою свою релігію та героїв у прибережні райони центрального Середземномор’я. Одіссей, Менелай і Діомед з гомерівської традиції були перероблені в оповіданнях про далеке минуле, через яке вони блукали по землях на захід від Греції. У грецькій традиції Геракл блукав цими західними районами, знищуючи чудовиськ і розбійників і приносячи цивілізацію жителям. Легенди про його доблесть у спілкуванні з жінками стали джерелом розповідей про його численних нащадків, зачатих від видатних місцевих жінок, хоча його роль мандрівника означала, що Геракл пішов далі після того, як закріпив місця, вибрані для поселення його послідовниками, а не здійснив роль типового засновника . З часом Одіссей також взяв на себе подібну роль для етрусків як героїчного лідера, який привів етрусків заселити землі, які вони населяли. 
Твердження про те, що сини Одіссея колись панували над етруським народом, датуються принаймні серединою VI століття до нашої ери . Лікофрон і Феопомп пов'язують Одіссея з Кортоною (де його звали Нанос ).   В Італії в цю епоху це могло дати негрецьким етнічним групам перевагу над конкуруючими етнічними групами, щоб пов’язати своє походження з фігурою грецького героя. Ці легендарні героїчні постаті зіграли важливу роль у встановленні законності грецьких претензій на щойно заселені землі, зображуючи присутність греків у давнині. 

### Римське завоювання
Після поразки етрусків у римсько-етрусських війнах решта етруської культури почала асимілюватися в римську. Римський сенат прийняв ключові елементи етруської релігії, які були увічнені гаруспіками та знатними римськими родинами, які стверджували етруське походження, ще довго після того, як населення Етрурії забуло мову. В останні роки Римської республіки релігія почала впадати в немилість і була висміяна такими видними громадськими діячами, як Марк Тулій Цицерон . Юліо-Клавдіанці, особливо Клавдій, який стверджував, що є віддаленого етруського походження, ще деякий час зберігали знання мови та релігії  але ця практика незабаром припинилася. Ряд канонічних творів етруською мовою зберігся до середини першого тисячоліття нашої ери, але були знищені в результаті спустошення часу, включно з випадковими катастрофічними пожежами, і за указом римського сенату. 

## Провидці і ворожіння
Етруски вірили, що їхню релігію їм відкрили провидці,  двома основними з них були Тагет, проста фігура, народжена з обробленої землі, яка відразу ж була обдарована передбачливістю, і Вегоя, жіноча фігура.
Етруски вірили в інтимний контакт з божеством.  Вони нічого не робили без належної консультації з богами і знаків від них.  Ці практики повністю перейняли римляни.

### Етруська дисципліна
Етруські писання являли собою корпус текстів, названий Etrusca Disciplina . Це ім’я з’являється у Валерія Максима  а Марк Тулій Цицерон посилається на дисципліну у своїх працях на цю тему.
Массімо Паллоттіно узагальнює відомі (але не збережені) писання як Libri Haruspicini, що містить теорію та правила ворожіння з нутрощів тварин; Libri Fulgurales, що описує ворожіння від ударів блискавки; і Libri Rituales . Останній складався з Libri Fatales, де детально описувалися релігійно правильні методи заснування міст і святинь, осушення полів, формулювання законів і обрядів, вимірювання простору та поділу часу; Libri Acherontici, що стосується потойбічного життя; і Libri Ostentaria, що містить правила тлумачення вундеркіндів. Одкровення пророка Тагета були наведені в Libri Tagetici, яка включала Libri Haruspicini і Acherontici, і одкровення пророчиці Vegoia в Libri Vegoici, яка включала Libri Fulgurales і частину Libri Rituales . 
Ці твори не представляли пророцтв чи писань у звичайному розумінні: Етруська Дисципліна сама нічого не передрікала. Здається, етруски не мали жодної систематичної етики чи релігії та не мали великих бачень. Замість цього вони зосередилися на проблемі волі богів: запитуючи, чому, якщо боги створили всесвіт і людство і мають волю і план для кожного і всього в ньому, вони не розробили систему для передачі цієї волі в чіткий спосіб. 
Етруски визнали незрозумілість волі своїх богів. Вони не намагалися раціоналізувати чи пояснити божественні дії чи сформулювати будь-які доктрини про наміри богів. Як відповідь на проблему визначення божественної волі вони розробили складну систему ворожіння; тобто вони вірили, що боги пропонують постійний потік знаків у явищах повсякденного життя, які, якщо їх правильно прочитати, можуть керувати справами людства. Ці одкровення можуть бути не зрозумілими інакше і не приємними чи легкими, але небезпечно сумніватися.
Тому Etrusca Disciplina була головним чином набором правил для проведення всіляких ворожінь; Паллоттіно називає це релігійною та політичною «конституцією»: вона не диктує, які закони мають бути ухвалені або як люди повинні поводитися, а скоріше розробляє правила, щоб задавати богам ці запитання та отримувати відповіді.
Цицерон сказав:
Бо поспішне прийняття помилкової думки є дискредитованим у будь-якому випадку, а особливо в питанні про те, якої ваги слід приділяти ауспіції, священним обрядам і релігійним обрядам; бо ми ризикуємо вчинити злочин проти богів, якщо знехтуватимемо ними, або потрапити в забобони старих жінок, якщо схвалимо їх.
Потім він жартівливо сказав про ворожіння на співі жаб:
Хто міг припустити, що жаби мають таку передбачливість? І все ж вони мають від природи деяку здатність передчуття, досить ясну, але занадто темну для людського розуміння.

### Священики та чиновники

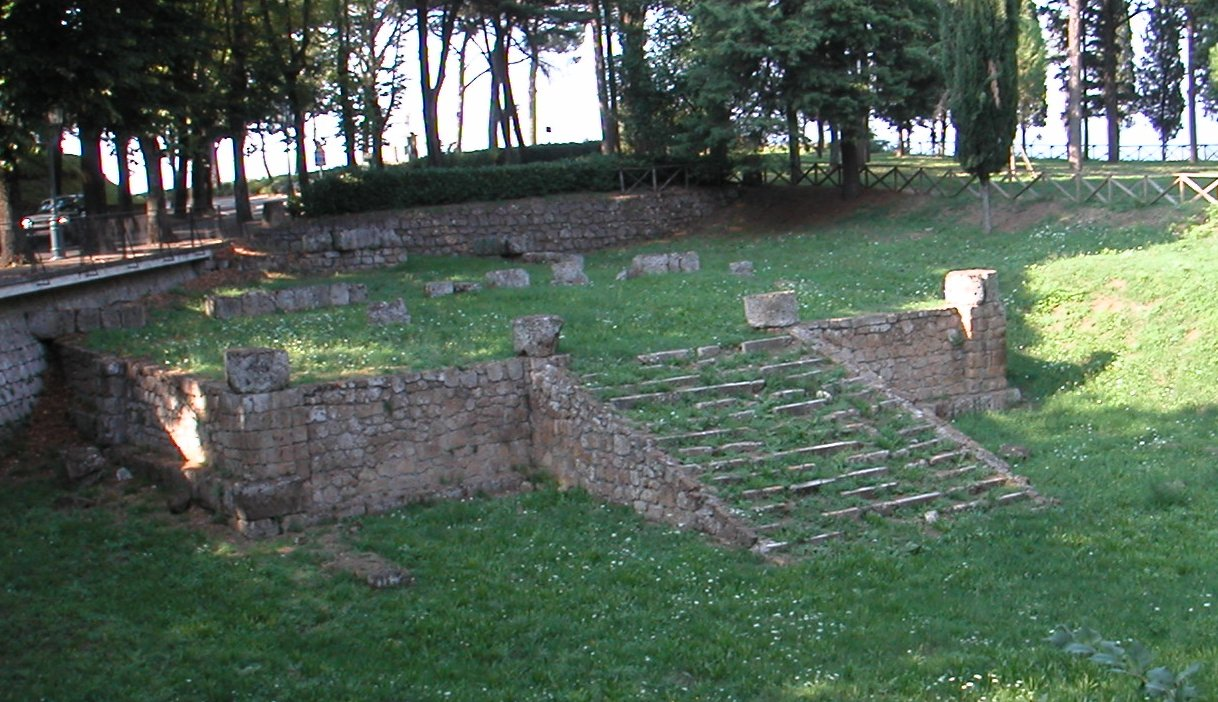
Рідкісний етруський фану розташований в Орв'єто

Ворожільні дослідження відповідно до дисципліни проводили жерці, яких римляни називали гаруспіки або священники; Тарквіній мав коледж із 60 ними.  Етруски, як свідчать написи, використовували кілька слів: capen (Sabine cupencus ), maru (умбрійський maron-), eisnev, hatrencu (жриця). Мистецтво гаруспіції вони називали ziχ neθsrac .
Спеціальний суддя, то cechase, пригледів Čecha або Рат, святинях. Кожна людина, однак, мала свої релігійні обов’язки, які виражалися в alumnathe або slecaches, священному суспільстві. Жоден публічний захід не проводився без нецвіса, гаруспекса або його жіночого еквівалента, нетсра, які читали б шишки на печінці належним чином принесеної в жертву вівці. Ми маємо модель печінки, виготовлену з бронзи, релігійне значення якої досі є предметом гострих дискусій, розбиту на частини, які, можливо, мають на меті пояснити, що означатиме шишка в цьому регіоні.

## Вірування
Етруська система вірувань була іманентним політеїзмом ; всі видимі явища вважалися проявами божественної сили, і ця сила втілювалася в божествах, які впливали на світ, але могли бути відговорені або переконані смертними людьми. 
Ще довго після асиміляції етрусків Сенека Молодший сказав  що різниця між римлянами та етрусками полягає в тому, що
У той час як ми вважаємо, що блискавка виділяється в результаті зіткнення хмар, вони вірять, що хмари стикаються, щоб випустити блискавку: оскільки вони приписують все божеству, вони змушені вірити не в те, що речі мають значення, оскільки вони відбуваються, а скоріше, що вони відбуваються, тому що вони повинні мати сенс.

### Духи і божества

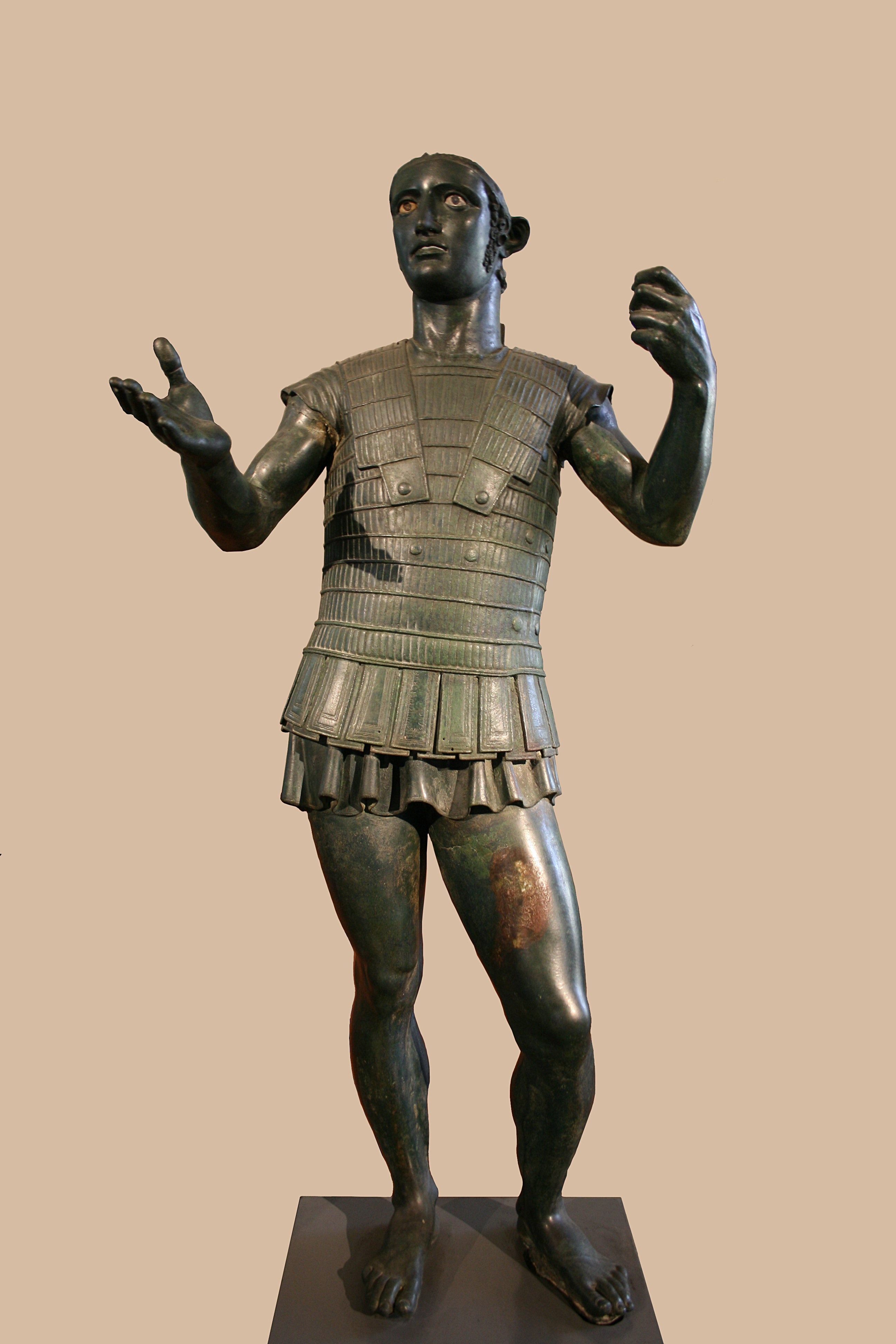
Марс Тоді, етруська бронзова скульптура в натуральну величину, на якій зображено солдата, що робить обітницю, швидше за все, Ларану, етруському богу війни, кінця 5-го і початку 4-го століття до н.е.

Після V століття іконографічні зображення показують, як померлий подорожує до підземного світу.  У кількох прикладах етруського мистецтва, наприклад у гробниці Франсуа у Вульчі, дух мертвих ідентифікується терміном hinthial, буквально «(той, хто) під ним». Вважалося, що душі предків, звані man або mani (лат. Manes ), знаходяться навколо mun або muni, або гробниць, 
Бог називався ais (пізніше eis ), що в множині є aisar . Обитель бога була фану або лут, священним місцем, таким як фаві, могила або храм. Там потрібно було б зробити флер (множина flerchva ), або «пожертвування».
У етруському мистецтві зображено три шари божеств. Одне, здається, є божествами корінного походження: Вольтумна або Вертумнус, первісний хтонічний бог; Усил, бог(-ня) сонця; Тивр, бог місяця; Туран, богиня кохання; Ларан, бог війни; Маріс, богиня (дитинства) народження; Лейнт, богиня смерті; Сельванс, бог лісів; Нетунс, бог вод; Тална, бог торгівлі; Турмс, посланець богів; Фуфлунс, бог вина; героїчна постать Геркла ; і Ката, чия релігійна сфера є невизначеною. 
Над ними панували вищі божества, які, здається, відображають індоєвропейську систему: Тін або Тінія, небо, Уні, його дружина ( Юнона ), і Кел, богиня землі.
Як третій шар, грецькі боги були прийняті етруською системою під час етруської орієнталізації в 750/700–600 рр. до н.е.  Прикладами є Арітімі ( Артеміда ), Менрва ( Мінерва ; латинський еквівалент Афіни ) і Паха ( Вакх ; латинський еквівалент Діоніса ), а з часом первинна трійця стала Тінія, Уні та Менрва . Цю тріаду богів шанували в тристоронніх храмах, подібних до пізнішого римського храму Юпітера Капітоліна 
Четверта група, так звані dii involuti або «завуальовані боги», іноді згадуються як вищі за всіх інших божеств, але їм ніколи не поклонялися, не називали їх і не зображували безпосередньо. 

### Загробне життя
Етруські вірування про потойбіччя, здається, є сумішшю впливів. Етруски поділяли загальні ранні середземноморські вірування, такі як єгипетська віра в те, що виживання і процвітання в потойбічному світі залежать від поводження з останками померлого.  Етруські гробниці імітували домашні споруди і відрізнялися просторими кімнатами, настінними розписами та могильними меблями. У гробниці, особливо на саркофазі (приклади наведені нижче), було зображення померлого в розквіті сил, часто з подружжям. Не у всіх був саркофаг; іноді небіжчика клали на кам'яну лаву. Оскільки етруски практикували змішані обряди інгумації та кремації (пропорція залежала від періоду), кремований прах і кістки могли бути поміщені в урну у формі будинку або зображення померлого.

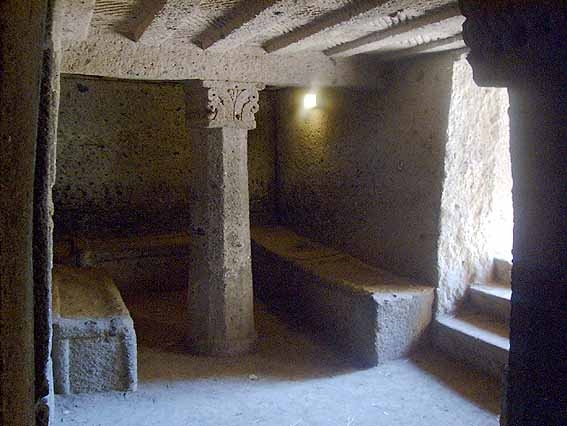
Funerary home at Banditaccia with couches
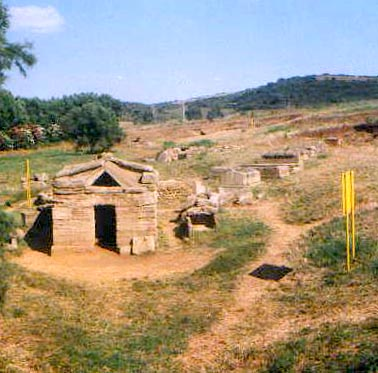
Funerary home at Populonia
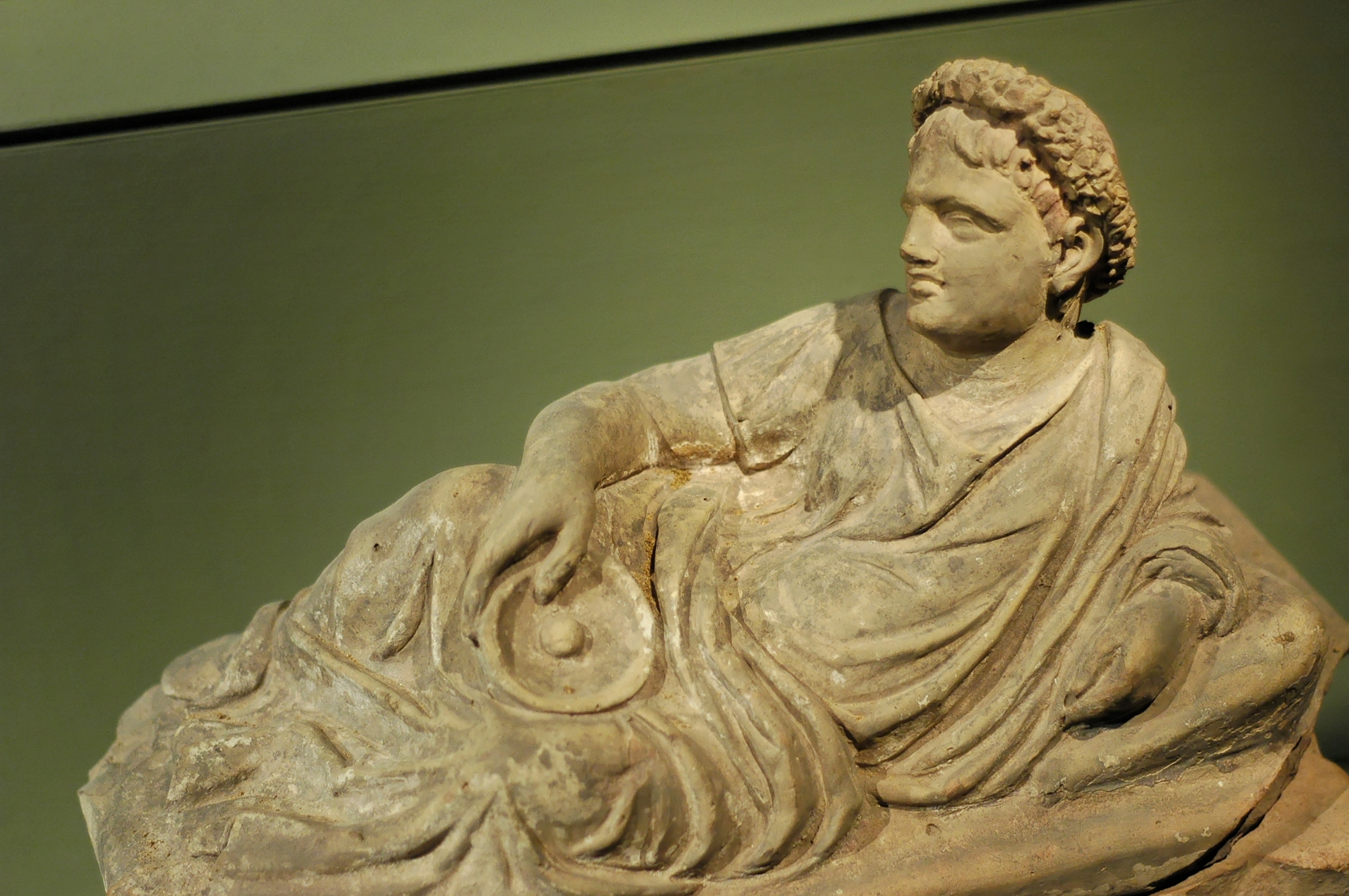
Sarcophagus from Siena
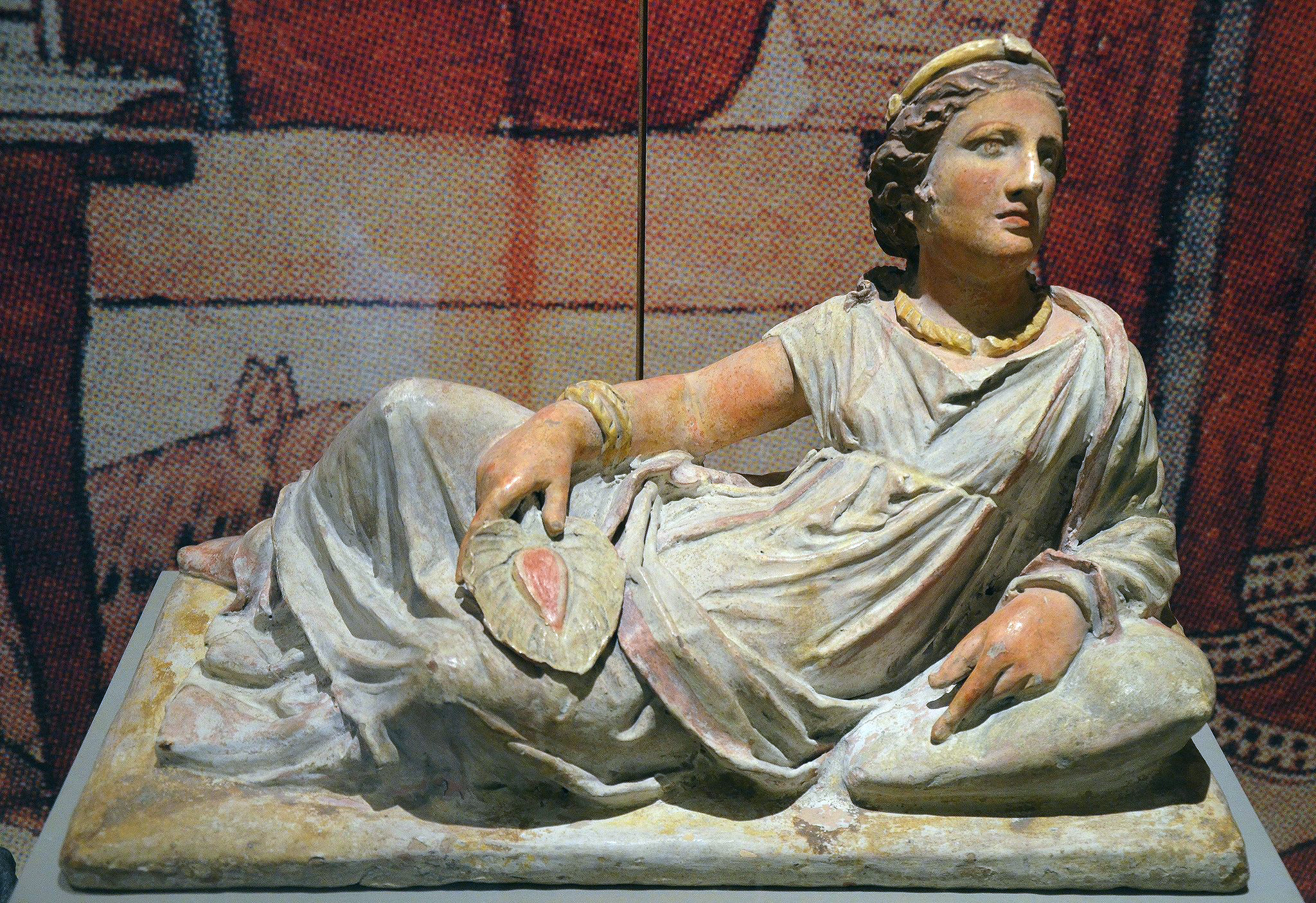
Sarcophagus from Chiusi
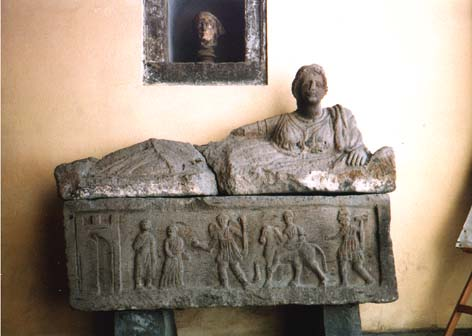
Sarcophagus
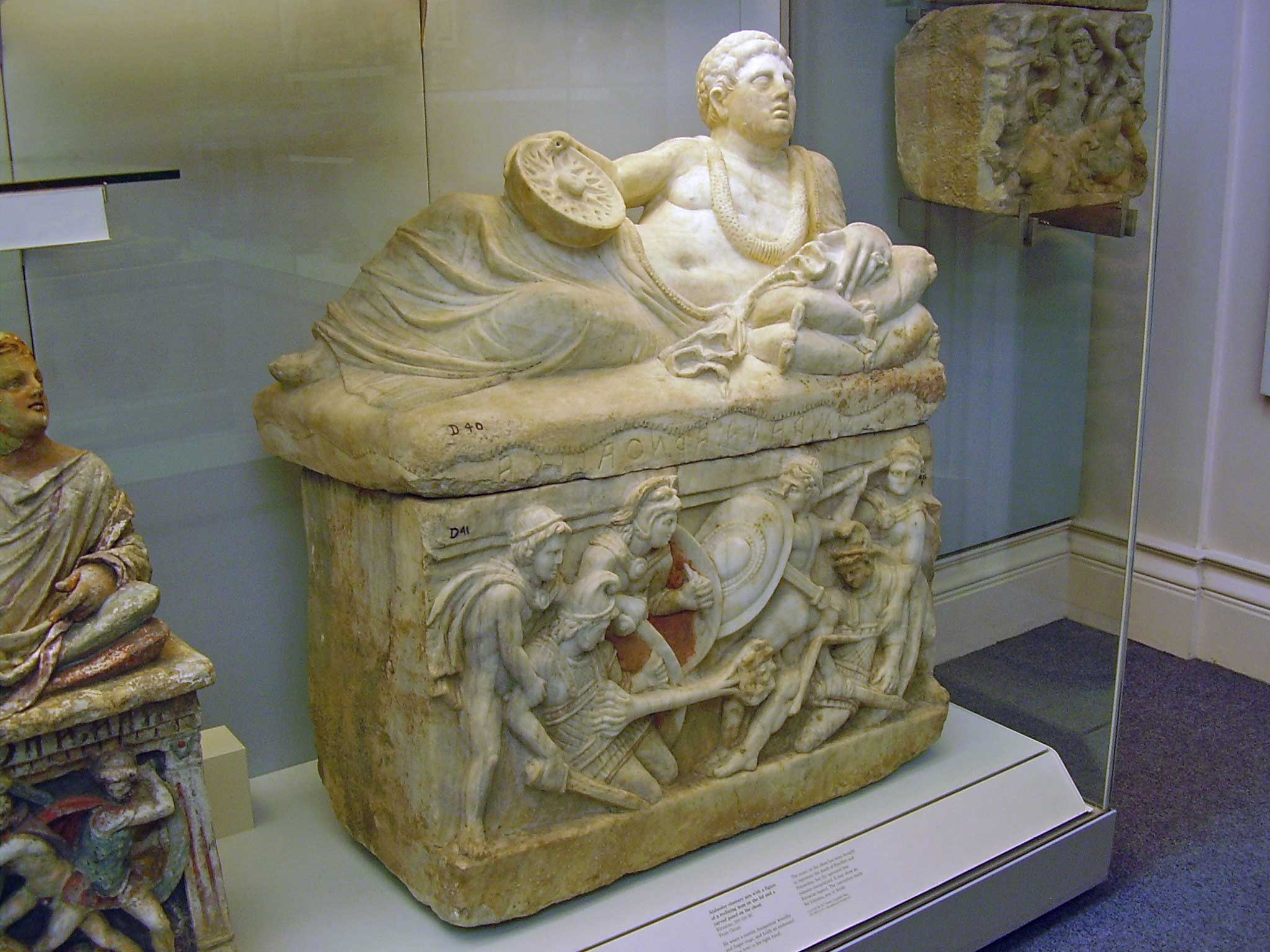
Burial urn
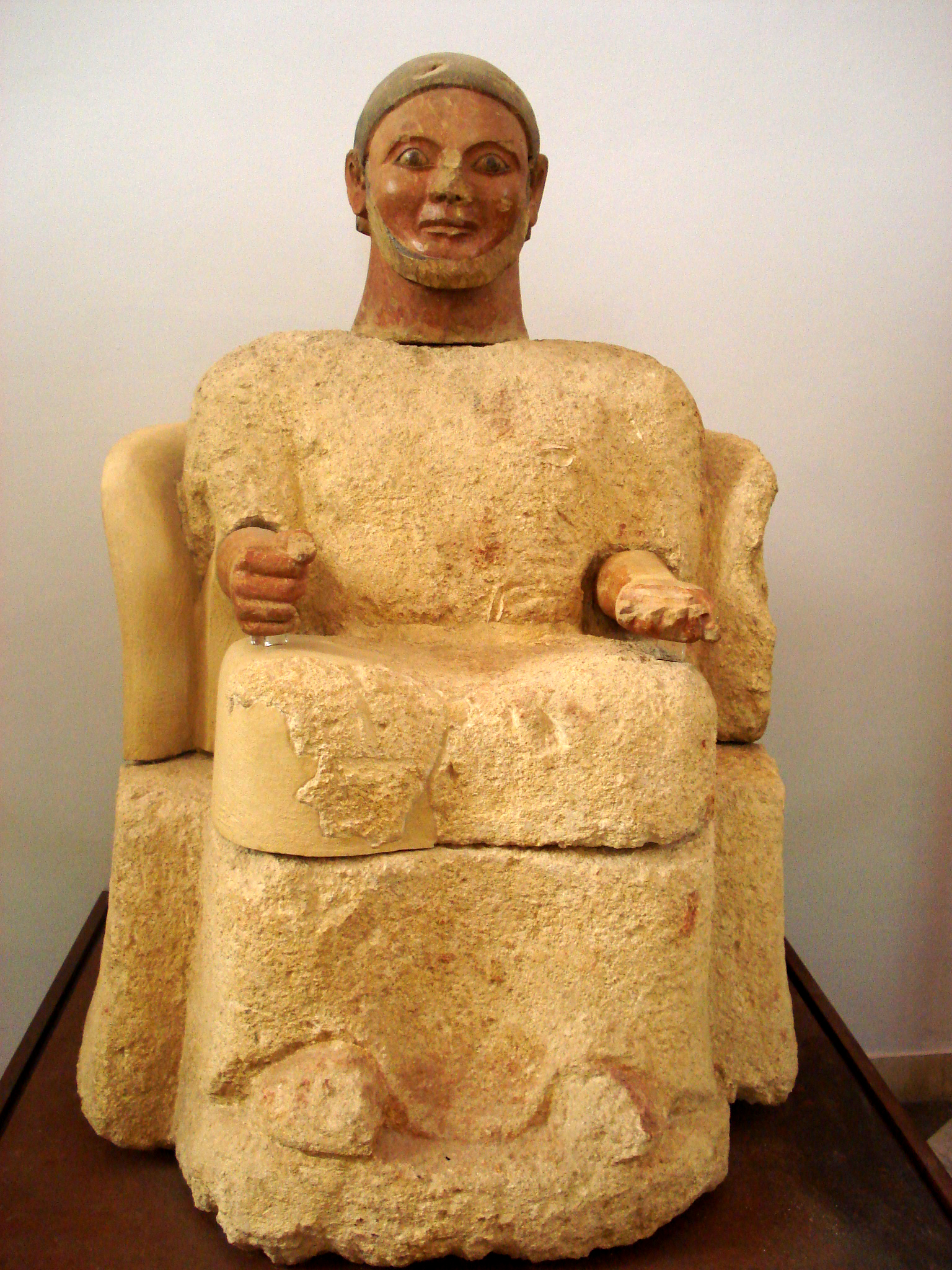
Urn from Chiusi

На додаток  світ, який все ще впливав на земні справи, був трансміграційним світом поза могилою, створений за зразком грецького Аїда .  Ним керувала Аїта, а померлим керував Чарун, еквівалент Смерті, який був блакитним і володів молотом. Етруський Аїд був заповнений грецькими міфологічними персонажами і деякими, такими як Тухульча, зіставного виду.

## Дивись також
- Відповідність римських і грецьких богів
- Список етруських міфологічних персонажів
- Список етруських імен грецьких героїв
- Турмс
- Тінія

## Зовнішні посилання
- Cicero, Marcus Tullius (1923). W.A. Falconer (ред.). Cicero on Divination. Loeb Classical Library. Т. XX. Harvard University Press.
- William P. Thayer (2008). Cicero on Divination. Lacus Curtius. University of Chicago. Процитовано 25 червня 2009.
- Cicero, Marcus Tullius (2009). De Divinatione. The Latin Library (лат.). Архів оригіналу за 16 грудня 2008. Процитовано 25 червня 2009.